# カーチス・ライト CW-21
カーチス・ライト CW-21
オランダ領東インド陸軍航空軍のCW-21 B デーモン
- 用途：戦闘機
- 製造者：カーチス・ライト
- 運用者：中華民国空軍、オランダ領東インド陸軍航空軍
- 初飛行：1938年9月22日
- 生産数：62機
- 運用開始：1939年

カーチス・ライト CW-21（Curtiss-Wright Model 21、又はカーチス・ライト モデル 21 デモンストレーター、カーチス・ライト CW-21 インターセプター、カーチス・ライト CW-21 デーモン）は、1930年代にカーチス・ライト社のセントルイス航空機部門（the Saint Louis Airplane Division）で開発されたアメリカ合衆国の戦闘機/迎撃機である。

## 設計と開発
1938年にカーチス・ライト社のセントルイス航空機部門の長を務めるジョージ・ペイジ（George A. Page）は、カール・スコット（Carl W. Scott）設計の2座機モデル 19を基にした戦闘機の開発を決めた。ペイジの構想は、敵爆撃機編隊を奇襲するに足る高い上昇力を持つ軽量迎撃戦闘機であった。戦闘機に対しては格闘戦を行わず、その卓越した上昇性能により戦闘を回避することを想定していた。これはアメリカ陸軍航空軍（USAAC）の戦闘機に対する要求（低空における性能を重視していた）とは真っ向から反するものであったが、この新型戦闘機は輸出を目的としていたため、ペイジは意に介さなかった。
モデル 21又はCW-21と呼ばれる新型戦闘機の詳細な設計は、主任技師のウィリス・ウェルズ（Willis Wells）率いるチームによって手がけられた。これは単座の全金属製片持ち式低翼単葉機で、引き込み可能な尾輪式降着装置を備え、主脚は後方に向け引き上げられ主翼下面の覆いの中に格納された。胴体はコックピットの直後から急激に先細り形状となったセミモノコック構造であった。エンジンは出力1,000 hp (750 kW)のライト R-1820-G5 空冷9気筒星形エンジンを搭載していた。
機関銃を2丁、.30 in (7.62 mm)と.50 in (12.7 mm) の多様な組み合わせでプロペラ同調装置と共に機首に搭載するよう設計されたが、装甲板や自動防漏式燃料タンクは重量削減と性能向上のために装備されなかった。
民間の実験機用登録記号NX19431をつけた試作機は、1938年9月22日に初飛行を行った。CW-21はアメリカ軍部から開発を依頼された機体ではなかったが、デイトン (オハイオ州)にあるライト飛行場で試験飛行が実施された。USAACは、この機を着陸させるには天賦の才が必要であるという飛行将校のコメントと共に即刻この機体を却下した。

## 運用の歴史
CW-21の試作機は、中華民国空軍による評価試験を受けるために中国へ送られた。中国側はCW-21の性能に感銘を受け、購入に関する交渉が始められた。この交渉が進められる一方で、試作機は日本軍の重慶市爆撃に対する戦闘に投入され、カーチス社のテストパイロットであるBob Fauselは1939年4月4日にイ式重爆撃機の撃墜を記録した。中国側が試作機を譲り受け、3機の完成機をカーチス社が製造し、更に27機分を組み立てキットとして購入するという内容で同年5月に契約は締結された。機体の組み立ては中国－ビルマ国境近くの塁允（現在の雷允）にある中央杭州飛機製造廠（CAMCO）により行われ、これらは各2丁の.50 in (12.7 mm)と.30 in (7.62 mm)機関銃の武装を装備された。
カーチス社製造分の3機は1940年5月に中国に向けて船積みされ、これらは第1アメリカ合衆国義勇軍（フライング・タイガース）に引き渡され、同部隊は高高度で飛来する日本軍偵察機の迎撃にこれを使用しようと考えていた。この3機は1941年12月23日のラングーンから昆明への飛行の途中で視界不良により墜落、破壊された。進軍する日本軍により1942年にCAMCOの塁允工場がインドへ避難せざるを得なくなるまでにCAMCOで組み立て予定の27機のうち完成した機体は無かった。
その間にもカーチス社は、CW-21の改良型であるCW-21Bの開発を進めていた。主な差異は、カーチス・ライト CW-23武装練習機用に開発された新たに内側に引き込まれるようになった主脚と半引き込み式の尾輪とその他には油圧作動式フラップがあった。重量が増加していたCW-21Bは、オリジナルのCW-21よりも高速であった反面上昇率は低下していた。
1940年4月にオランダの陸軍航空旅団（Luchtvaartbrigade）は、近代的な実戦機を欲してカーチス・ライト社に24機のCW-21Bを発注した。
1940年5月15日に侵攻するドイツ軍にオランダ陸軍が降伏したオランダにおける戦いが終わるとこのCW-21Bの発注（数機のカーチス モデル 75戦闘機とカーチス・ライト CW-22練習機と共に）は、オランダ領東インド（現在のインドネシア）政府のオランダ領東インド陸軍航空隊（Militaire Luchtvaart van het Koninklijk Nederlands-Indisch Leger：ML-KNIL）へと移譲された。
24機のCW-21Bは1941年2月にジャワ島のバンドンにあるAndir飛行場で組み立てられ、第IV飛行隊/第2飛行中隊（Vliegtuiggroep IV, Afdeling 2：2-VLG IV）の装備機となった。カーチス・ライト社の軽量構造により構造的な不具合の発生率が上がり、降着装置に亀裂が生じて飛行停止になる機体も出現して1941年12月8日の太平洋戦争開始時には修理待ちとなっていた。
軽量構造、星形エンジン、低い翼面荷重、限定的なパイロット防御、自動防漏式燃料タンクの欠如といった点でCW-21Bは、連合国側の戦闘機の中では最も敵対する日本軍のそれと似ていた。上昇率では一式戦闘機や零式艦上戦闘機に勝っており、武装は一式戦闘機と同等であったが機関砲装備の零式艦上戦闘機よりは劣っていた。
2-VLG IVは蘭印作戦時に4機の撃墜を報告しているが、ML-KNILは非常に多数の日本軍機に圧倒され、間もなく装備する戦闘機のほとんど全てを戦闘又は地上で撃破されて失った。

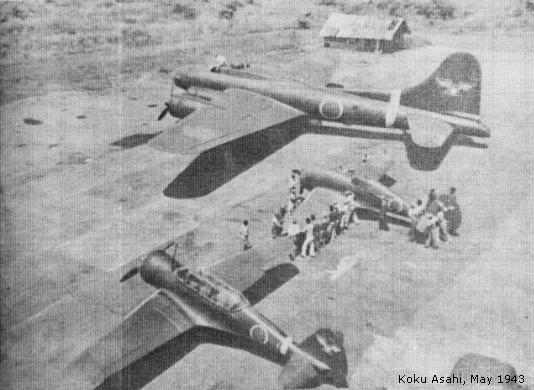
日本軍に鹵獲されたボーイング B-17 フライングフォートレス（奥）、カーチス・ライト CW-21B（中）、カーチス・ライト CW-22（手前）。

オランダ領東インドが陥落すると、日本陸軍は数機のCW-21Bを鹵獲した。これは東南アジア地域でML-KNILが連絡機として使用していた機体であった。これらのCW-21Bはジャワ島のバンドン飛行場で編成された鹵獲機調査専門班の調査を受けた。なお、シンガポールにあった陸軍航空審査部の支部で日本側が撮影した写真が残されており、これには素晴らしい状態で鹵獲された1機のCW-21Bが、同様に鹵獲されたボーイング B-17 フライングフォートレス、その他の連合国軍機と共に写っている。

## 派生型
モデル 21
迎撃機。1938年に製作された1機の試作機 (c/n 21-1 / NX19431)。3機の量産型: NX19441 (c/n 21-2); NX19442 (c/n 21-3); NX19443 (c/n 21-4)。CAMCOでの組み立て用に合計27機分の部品が中国へ送付。セバスキー P-35とは主脚の覆いで容易に識別可。
モデル 21A
迎撃機。アリソン V-1710エンジンを装備した提案機。製作されず。
モデル 21B
迎撃機。オランダ領東インド向けに合計24機製造 (c/n 2853 to 2872, NEI serials CW-344 to CW-363)。モデル 21の特徴であった主脚覆いを廃止するために内側引き込み式になった主脚で容易に識別可。

## 運用
中華民国
- 中華民国空軍
- アメリカ合衆国義勇軍
  - 第1アメリカ合衆国義勇軍（フライング・タイガース）

 オランダ領東インド
- オランダ領東インド陸軍航空軍

## 残存機
カーチス・ライト社は1945年まで1機のCW-21Aを資産目録に掲載していた。その他の情報は残されておらず、それがどうなったかは不明である。

## 要目 (CW-21B)
出典: Curtiss Aircraft 1907–1947
諸元
- 乗員: 1
- 全長: 8.29 m （27 ft 2½ in）
- 全高: 2.48 m （8 ft 2 in）
- 翼幅: 10.66 m（35 ft 0 in）
- 翼面積: 16.19 m 2 （174.3 ft2）
- 空虚重量: 1,534 kg （3,382 lb）
- 運用時重量: 4,500 kg （2,041 kg）
- 動力: ライト R-1820-G5 空冷 星型エンジン、634 kW （850 hp）   × 1

性能
- 最大速度: 505 km/h （273 kn） 314 mph at 12,200 ft (3,700 m)
- 巡航速度: 454 km/h （245 kn） 282 mph
- 航続距離: 1,014 km （548 nmi） 630 mi
- 実用上昇限度: 10,500 m （34,300 ft）
- 上昇率: 22.9 m/s （4,500 ft/min[16]）

武装
- 固定武装: [16]

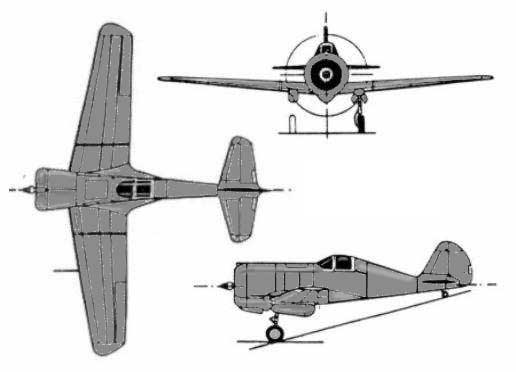
カーチス・ライト CW-21 A

  - 2 × .50 in (12.7 mm) ブローニングM2重機関銃
  - 2 × .30 in (7.62 mm) ブローニングM1919重機関銃